# Dredd
Dredd je dystopický kyberpunkový sci-fi akční film z roku 2012 v koprodukci Velké Británie a Severního Irska, Jihoafrické republiky, USA a Indie režírovaný Petem Travisem.
Předlohou byl britský komiks 2000 AD. V hlavních rolích se představí Karl Urban, Olivia Thirlbyová, Wood Harris a Lena Headeyová. Karl Urban hraje soudce Dredda ve velké megapoli Mega-City One, kde po jaderné válce přežívají zbytky lidí. Mezi jeho pravomoce soudce náleží mimo identifikace zločinu i jeho potrestání.

## Herecké obsazení
- Karl Urban jako soudce Dredd
- Olivia Thirlbyová jako soudkyně Cassandra Andersonová
- Wood Harris jako Kay
- Lena Headeyová jako vůdkyně drogového gangu Ma-Ma (Madeline Madrigal)
- Warrick Grier jako Caleb, pravá ruka Ma-Ma

## Děj
Mega-City One je obrovská megapole, jediné město na americkém kontinentě, které má 800 000 000 obyvatel. Dochází zde k 17 tisícům zločinů denně. O pořádek a dodržování zákona dbají tzv. soudcové, kteří odhalují zločiny, soudí je a zároveň i vykonávají rozsudek. Jedním z nejzkušenějších soudců je Dredd, ke kterému je přidělena kadetka Cassandra Andersonová, mutantka se schopností číst myšlenky. Oba se vydávají do akce, po kterém Dredd udělá její hodnocení. Andersonová vybere z několika hlášení dvěstěpatrový mrakodrap ve čtvrti Broskvový park, kde byla vyhozena z balkónu z kůže stažená těla tří dealerů. Před shozením jim byla podána psychoaktivní droga zvaná zpomalovák. Ta výrazně ovlivňuje vnímání času, zdá se být stokrát zpomalený. Výrobu drogy a její distribuci má v rukou vůdkyně gangu Madeline Madrigal, která ji hodlá dodávat do celého Mega-City One. Pád z výšky pak trvá v představách jako věčnost. Dealeři byli krutým způsobem zabiti pro výstrahu, co se stane těm, kteří odmítnou spolupracovat nebo budou konkurovat.
Madeline je bývalá prostitutka, která zabila svého pasáka, převzala jeho byznys a už se nezastavila před ničím.
Dredd s Andersonovou začínají s pátráním. Podaří se jim při zásahu zatknout několik osob, jeden z nich je Kay, Madelinin muž, který má prsty ve vraždách dealerů. Andersonová ho identifikuje. Madeline má obavy, že by mohl soudcům prozradit informace o výrobě zpomalováku a tak pověří svého hackera, aby převedl budovu do vojenského režimu a získal tak nad ní totální kontrolu. Z budovy nemůže nikdo uniknout, je hermeticky uzavřená. Madeline rozhlasem vyzve všechny své podřízené, aby našli a zabili oba soudce. Ti kvůli štítům budovy nemohou přivolat posily. Co se zdá zpočátku jednoduchý úkol, s postupem času začíná být složitější. Kombinací Dreddových zkušeností a Cassandřiných paranormálních schopností se dvojice úspěšně brání a mrtvých členů klanu přibývá. Po zničující palbě kanóny Vulcan, která téměř srovnala se zemí několik pater, se v kouři objeví Dredd a vyhodí z vnitřního balkónu před zraky Ma-Ma jejího pobočníka Caleba, který byl neúspěšný při pokusu o jeho zabití. Navíc se Dreddovi nakonec podařilo kontaktovat centrálu a povolat posily. Přichází 3 soudcové a 1 soudkyně, ti mu ale nejdou na pomoc, ale zabít ho. Zradili dohromady za 1 milion. Kay v nestřežený moment zajme Andersonovou a ujede s ní výtahem. Dredd léčku prohlédne a zlikviduje dva najaté soudce. Andersonová se osvobodí a zabije soudkyni a třetího soudce, čímž zároveň zachrání Dreddovi život. Dvojice společně přechází do ofenzivy a získají od hackera kód k Madelininému apartmá v horním patře. Madeline varuje Dredda, že má na zápěstí detonátor, který v případě, že jí zmizí tep, odpálí vrchní patra budovy. Dredd usoudí, že signál nemůže být tak silný, aby odpálil nálože i ze spodních pater, a Madeline postřelí. Poté jí aplikuje zpomalovák a shodí ji dolů.
V závěrečné scéně Andersonová odevzdává Dreddovi svůj odznak soudkyně a odchází. Vrchní soudkyně se ptá Dredda, jak si vedla. On odvětí, že výborně.

## Citáty
„Toto je váš první zásah mimo simulátor?“ – Dredd
„Ano pane.“ – Andersonová
„Tak přemýšlím, proč jste si s sebou nevzala přilbu.“ – Dredd
„Přilba ovlivňuje mé psionické schopnosti.“ – Andersonová
„Kulka je může ovlivnit ještě víc.“ – Dredd[zdroj⁠?!]

## Kritické ohlasy
Tvůrce komiksové postavy soudce Dredda John Wagner uvedl, že se mu film zamlouval mnohem více, než první adaptace Soudce Dredd z roku 1995. „Olivia Thirlby je perfektní jako Andersonová, mladá soudkyně psionička. Karl Urban nesundává svou helmu a nelíbá svou partnerku.“ (pozn.: jako Sylvester Stallone ve filmu z roku 1995).